# Procambarus hinei
Procambarus hinei är en kräftdjursart som först beskrevs av Ortmann 1905.  Procambarus hinei ingår i släktet Procambarus och familjen Cambaridae. IUCN kategoriserar arten globalt som livskraftig. Inga underarter finns listade i Catalogue of Life.